# Andrew Kirkaldy
Andrew Kirkaldy (St. Andrews, 1 de março de 1976) é um automobilista britânico e diretor gerente da McLaren GT. Kirkaldy começou sua carreira competindo no karting, ganhando o campeonato júnior escocês em 1989 e o campeonato sênior escocês em 1993.